# Хоккей с шайбой на зимней Универсиаде 2013
Хоккейный турнир на зимние Универсиада 2013 года проходил с 10 по 21 декабря в итальянских коммунах Кавалезе, Канацеи и Перджине-Вальсугана. Хоккеисты разыграли награды Универсиады 22-й раз в истории, а хоккеистки — третий.
Соревнования закончились триумфально для Канады, которая завоевала золотые медали в мужском и женском турнире. Мужская сборная Канады завоевала золотые медали, одолев в финале сборную Казахстана со счётом 6:2. Женская сборная Канады завоевала «золото», переиграв в финале сборную России со счётом 5:0. Бронзовые награды у мужчин выиграла сборная России, а у женщин третье место заняла сборная США.

## Медали

### Медальный зачёт
| Место | Страна    | Золото | Серебро | Бронза | Всего |
| ----- | --------- | ------ | ------- | ------ | ----- |
| 1     | Канада    | 2      | 0       | 0      | 2     |
| 2     | Россия    | 0      | 1       | 1      | 2     |
| 3     | Казахстан | 0      | 1       | 0      | 1     |
| 4     | США       | 0      | 0       | 1      | 1     |
| Всего | Всего     | 2      | 2       | 2      | 6     |

## Мужчины
Формат проведения турнира не изменился по сравнению с Универсиадой 2011 года. Розыгрыш вновь состоял из 34 матчей, 18 из которых проходили на предварительном раунде и 14 в плей-офф. Первоначально двенадцать команд были разделены на три группы по четыре команды. Матчи на предварительном раунде проводятся по круговой системе, по итогам которых первые две команды в каждой группе, а также две лучшие команды из занявших третье место, выходят в четвертьфинал. Оставшиеся же четыре сборные попадают в турнир распределения мест с 9 по 12.
На предварительном раунде только сборные Казахстана и России не потеряли ни одного очка. Напротив же, сборная Великобритании стала единственной командой, не набравшей хотя бы одного очка.
Таблица группы A
| М | Сборная | И | В | ВО | ПО | П | ШЗ | ШП | РШ | О |
| - | ------- | - | - | -- | -- | - | -- | -- | -- | - |
| 1 | Италия  | 3 | 2 | 0  | 0  | 1 | 11 | 7  | +4 | 6 |
| 2 | США     | 3 | 1 | 1  | 0  | 1 | 6  | 7  | −1 | 5 |
| 3 | Латвия  | 3 | 1 | 0  | 1  | 1 | 9  | 9  | 0  | 4 |
| 4 | Швеция  | 3 | 1 | 0  | 0  | 2 | 6  | 9  | −3 | 3 |

Таблица группы B
| М | Сборная        | И | В | ВО | ПО | П | ШЗ | ШП | РШ  | О |
| - | -------------- | - | - | -- | -- | - | -- | -- | --- | - |
| 1 | Россия         | 3 | 3 | 0  | 0  | 0 | 20 | 2  | +18 | 9 |
| 2 | Словакия       | 3 | 1 | 1  | 0  | 1 | 15 | 7  | +8  | 5 |
| 3 | Чехия          | 3 | 1 | 0  | 1  | 1 | 15 | 19 | +5  | 4 |
| 4 | Великобритания | 3 | 0 | 0  | 0  | 3 | 0  | 31 | −31 | 0 |

Таблица группы C
| М | Сборная   | И | В | ВО | ПО | П | ШЗ | ШП | РШ  | О |
| - | --------- | - | - | -- | -- | - | -- | -- | --- | - |
| 1 | Казахстан | 3 | 3 | 0  | 0  | 0 | 11 | 5  | +6  | 9 |
| 2 | Канада    | 3 | 2 | 0  | 0  | 1 | 25 | 5  | +20 | 6 |
| 3 | Украина   | 3 | 0 | 1  | 0  | 2 | 6  | 18 | −12 | 2 |
| 4 | Япония    | 3 | 0 | 0  | 1  | 2 | 5  | 19 | −14 | 1 |

Все четвертьфинальные матчи закончились уверенными победами сборных, занявшими более высоким местом в посеве плей-офф. Исключениям стала только сборная США, разгромившая со счётом 5:0 хозяев Универсиады — итальянцев. Полуфиналы прошли в более упорной борьбе. Сборная Канады победила сборную России со счётом 2:1. Сборная Казахстана одолела американцев — 5:1.
В финале сборная Канады завоевала золотые медали, одолев сборную Казахстана со счётом 6:2. Бронзовую медаль выиграла сборная России, победившая в матче за третье место сборную США — 6:2.
Лучшим бомбардиром стал игрок сборной Казахстана Евгений Рымарев, набравший 14 (7+7) очков в шести матчах. Наибольший процент отражённых бросков продемонстрировал вратарь сборной России Юрий Лаврецкий — 96.15.
| 1   | Канада         |
| 2   | Казахстан      |
| 3   | Россия         |
| 4.  | США            |
| 5.  | Словакия       |
| 6.  | Италия         |
| 7.  | Чехия          |
| 8.  | Латвия         |
| 9.  | Украина        |
| 10. | Швеция         |
| 11. | Япония         |
| 12. | Великобритания |

| Чемпион Универсиады 2013 |
| Канада Четвёртый титул   |

## Женщины
Формат проведения турнира не изменился по сравнению с Универсиадой 2011 года. Розыгрыш вновь состоял из 20 матчей, 15 из которых проходили на предварительном раунде и 5 в плей-офф. Шесть национальных сборных были разделены в одну группу, где должны были провести игры между собой по круговой системе. Четыре лучшие команды выходили в полуфинал, а две худшие сошлись в поединке за пятое место.
На предварительном раунде лучше всех сыграла сборная Канады, одержавшая уверенную победу во всех матчах. Сборные России, США и Японии, занявшие 2-4 места, набрали одинаковое количество очков — 9. Для определения мест этих команд использовалась разница забитых и пропущенных шайб. Сборные Испании и Великобритании стали худшими по итогом группового этапа.
Таблица
| М | Сборная        | И | В | ВО | ПО | П | ШЗ | ШП | РШ  | О  |
| - | -------------- | - | - | -- | -- | - | -- | -- | --- | -- |
| 1 | Канада         | 5 | 5 | 0  | 0  | 0 | 57 | 2  | +55 | 15 |
| 2 | Россия         | 5 | 3 | 0  | 0  | 2 | 35 | 12 | +23 | 9  |
| 3 | США            | 5 | 3 | 0  | 0  | 2 | 15 | 14 | +1  | 9  |
| 4 | Япония         | 5 | 3 | 0  | 0  | 2 | 20 | 15 | +5  | 9  |
| 5 | Великобритания | 5 | 0 | 1  | 0  | 4 | 5  | 39 | −34 | 2  |
| 6 | Испания        | 5 | 0 | 0  | 1  | 4 | 2  | 52 | −50 | 1  |

В полуфинальных матчах победителями стали команды, занявшие первые два места на предварительном раунде. Сборная Канады разгромила сборную Японии со счётом 15:0. А сборная России лишь в послематчевых буллитах одолела американок — 3:2.
Сборная Канады завоевала золотые медали, одолев в финале сборную России со счётом 5:0. Бронзовую медаль выиграла сборная США, победившая в матче за третье место сборную Японии — 3:1.
Лучшим бомбардиром стала канадка Габриэлла Дэвидсон, набравшая 22 (13+9) очка в семи матчах. Лучшим вратарём стала игрок сборной Канады Келли Кэмпбелл, которая в четырёх своих проведённых матчах не пропустила ни разу.
| 1  | Канада         |
| 2  | Россия         |
| 3  | США            |
| 4. | Япония         |
| 5. | Великобритания |
| 6. | Испания        |

| Чемпион Универсиады 2013 |
| Канада Третий титул      |